# Peder Hamdahl Næss
Peder Hamdahl Næss (* 19. Juni 1971, in Norwegen) ist ein norwegischer Regisseur und Drehbuchautor.

## Leben
Næss ist der Sohn des Schauspielers, Regisseurs und Drehbuchautors Arne Lindtner Næss und Enkel der norwegischen Opernsängerin und Theaterschauspielerin Randi Lindtner Næss.
Für mehrere norwegische Film- und Fernsehproduktionen schreibt er Drehbücher, verfasst Handlungschemen und Szenarien sowie führt Regie. Sein Debüt als Drehbuchautor und Regisseur hatte er 1998 in der norwegischen Fernsehserie Venner og fiender. Für die norwegische Seifenoper Hotel Cæsar schrieb er anschließend ebenfalls für einige Folgen das Drehbuch und führte dazu die Regie. Weiterhin schrieb er das Drehbuch für einige Folgen der Fernsehserie Fox Grønland, Sitcom-Serie Far og sønn und der schwedischen Dramaserie Andra avenyn sowie bei der Käpt’n Säbelzahn-Serie Kaptein Sabeltann - Kongen på havet. Auch bei zwei Folgen der norwegischen Olsenbande Junior-Filmreihe schrieb er das Drehbuch, teilweise gemeinsam mit seinem Vater Arne Lindtner Næss. In den Jahren 2016 und 2017 schrieb Næss das Drehbuch für drei Folgen der Kinderfilmreihe The Little Grey Fergie (Gråtass).

## Filmografie

### Regisseur
- 1998: Hotel Cæsar (Fernsehserie)
- 1998: Venner og fiender (Fernsehserie)

### Drehbuchautor
- 1998: Venner og fiender – norwegische Übersetzung und Drehbuch
- 2001: Fox Grønland – Episodenschreiber
- 2002: Far og sønn – Übersetzung, Episodenschreiber und Anpassung (als Peder H. Næss)
- 2000–2003: Hotel Cæsar – Dialogschreiber und Autor
- 2006–2013: Hotel Cæsar – Storyline / Szenario und Drehbuch
- 2008: Andra avenyn – Autor und Drehbuch
- 2009: Olsenbanden jr. Det sorte gullet, gemeinsam mit Arne Lindtner Næss
- 2010: Olsenbanden jr. Mestertyvens skatt, gemeinsam mit Arne Lindtner Næss
- 2011: Kaptein Sabeltann - Kongen på havet (Fernsehserie)
- 2016: The Little Grey Fergie 1 (Gråtass - Gøy på landet)
- 2016: The Little Grey Fergie 2 (Gråtass gir gass)
- 2017: The Little Grey Fergie 3 (Gråtass redder gården)

### Produktion
- 1998: Hotel Cæsar – Produktionsleiter für TV 2